# Медаль Пошани (Грузія)
Медаль Пошани (груз. ღირსების მედალი, ghirsebis medali) — нагорода уряду Республіки Грузія. 
Нагорода була заснована в 1992 році.

## Положення про нагороду
Медаль Пошани, заснована в 1992 році, нагороджуються громадяни Грузії, які брали активну участь у відродженні Грузії і віддали себе благородним справам.

## Деякі нагороджені
1. Міхо Мосулішвілі —  грузинський письменник, драматург, сценарист і перекладач.
2. Мамука Курашвілі —  грузинський бригадний генерал.
3. Малгожата Гошєвська —  польська громадська діяча, політик[1].